# Massacre de la famille royale du Népal
Le massacre de la famille royale du Népal a lieu le 1er juin 2001 dans le palais royal, à Katmandou. Au cours d'une réunion familiale ou d'un simple dîner en famille, une fusillade éclate dans le palais, provoquant la mort de dix membres de la famille royale népalaise, dont le roi Birendra, son épouse la reine Aishwarya, et leurs héritiers directs. Le prince héritier Dipendra, reconnu comme responsable du massacre, devient roi mais succombe à son tour trois jours plus tard à la suite de sa tentative de suicide, laissant son oncle Gyanendra accéder au trône.

## Déroulement
Le 1er juin 2001, le roi Birendra, la reine Aishwarya, le prince héritier Dipendra et les autres enfants du couple royal sont abattus au cours d'un dîner. Dipendra, devenu roi à son tour, meurt après 3 jours de coma.

## Morts et blessés

### Morts
- Roi Birendra
- Reine Aishwarya
- Prince héritier et roi Dipendra, fils aîné du roi Birendra et de la reine Aishwarya
- Prince Nirajan, fils cadet du roi Birendra et de la reine Aishwarya
- Princesse Shruti, épouse de Kumar Gorakh et fille unique du roi Birendra et de la reine Aishwarya
- (Prince) Dhirendra, frère du roi Birendra qui a renoncé à son titre de prince
- Princesse Shanti, sœur du roi Birendra
- Princesse Sharada, sœur du roi Birendra
- Kumar Khadga, mari de la princesse Sharada
- Princesse Jayanti, cousine germaine du roi Birendra et sœur de Madame Ketaki Chester

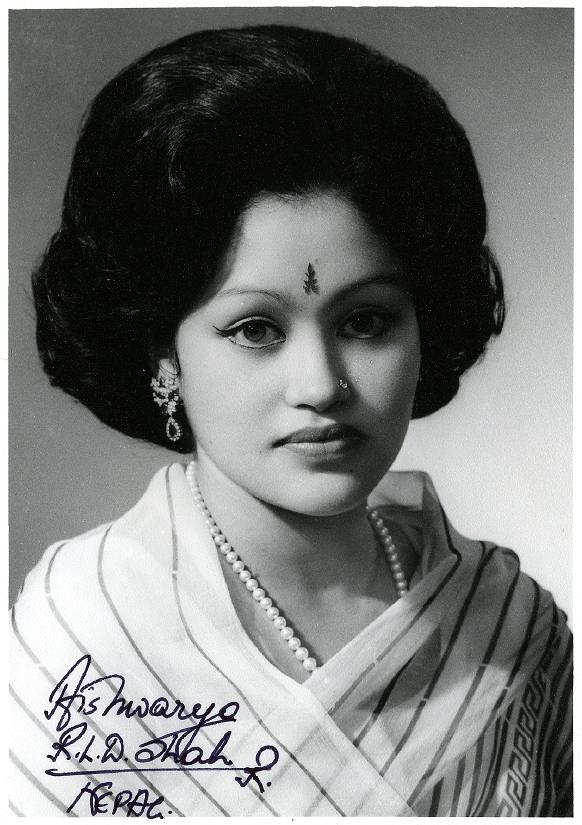
La reine Aishwarya en 1972.
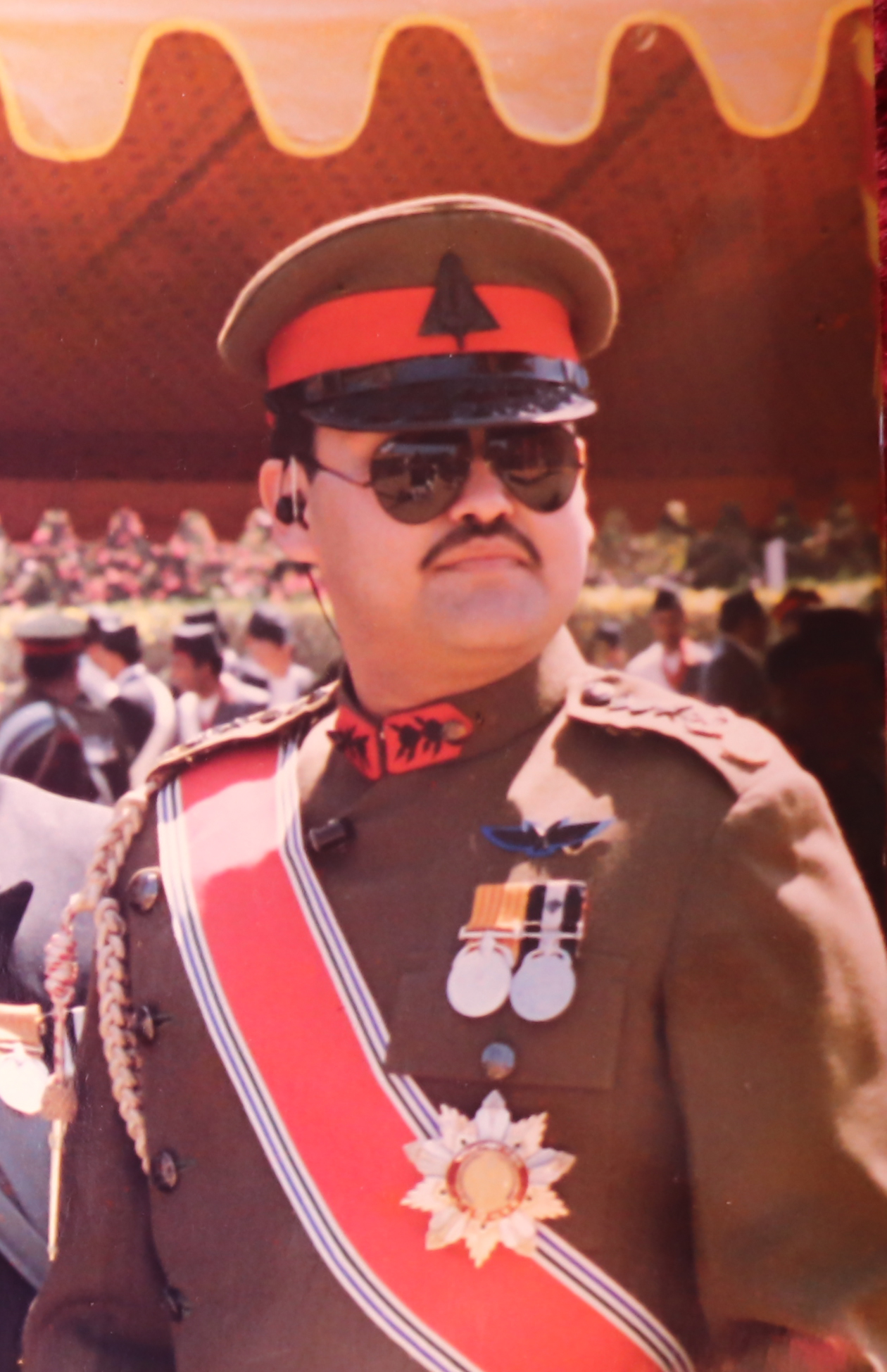
Dipendra, héritier de Birendra et avant-dernier roi du Népal.

### Blessés
- Princesse Shova, sœur du roi Birendra
- Kumar Gorakh, mari de la princesse Shruti
- Princesse Komal, épouse du prince Gyanendra et future reine
- Ketaki Chester, cousine germaine du roi Birendra qui a renoncé à son titre et sœur de la princesse Jayanti

## Les différentes explications
Juste après les évènements, Gyanendra Bir Bikram Shah Dev, le frère de Birendra, plus proche parent absent à ce dîner, devient régent. Il annonce que le massacre est accidentel, version qui n'apparaît pas comme crédible : un fusil d'assaut ne peut pas continuer à tirer longtemps si personne n'appuie sur la détente.
Après la mort de Dipendra, les autorités népalaises déclarent que le prince Dipendra, sous l'effet d'alcool et de drogue, est l'auteur des meurtres des membres de sa famille, et a ensuite retourné l'arme contre lui. En effet, après la mort de Birendra, Dipendra était devenu roi, et donc il était impossible de l'accuser de meurtre de son vivant.
Les témoins décrivent une dispute entre le prince et sa famille, dont la raison est inconnue, une possibilité étant un refus de ses parents concernant ses projets de mariage. Le prince est alors rentré dans sa chambre pour en sortir avec ses armes, HK MP5, Franchi SPAS 12 et M16.
Dipendra mort, Gyanendra devient roi. L'opposition népalaise le soupçonne d'être le véritable architecte du massacre et d'avoir faussement accusé Dipendra. Un soldat témoigne même avoir vu Dipendra blessé de plusieurs balles dans le dos et avant les tirs contre le reste de la famille. Ces accusations peuvent également venir du fait que Gyanendra était déjà très impopulaire au moment des faits.

### Dans la littérature
- L'auteur Gérard de Villiers, dans son roman Le Roi fou du Népal (2002), après avoir évoqué le massacre de la famille royale du Népal, rappelle que l'enquête officielle fut laconique et bâclée, et émet l'hypothèse qu'il s'agissait d'un véritable coup d'État organisé par des membres de la famille royale népalaise (a priori par le prince Gyanendra) et par un service secret étranger.